# Делавер (округ, Нью-Йорк)
Шаблон:StateAbbr_ 42°12′ пн. ш. 74°58′ зх. д. / 42.2° пн. ш. 74.96° зх. д.
Округ Делавер (англ. Delaware County) — округ (графство) у штаті Нью-Йорк, США. Ідентифікатор округу 36025.

## Історія
Округ Делавер утворений в 1797 році.

## Демографія
За даними перепису 
2000 року 
загальне населення округу становило 48055 осіб, зокрема міського населення було 7203, а сільського — 40852.
Серед мешканців округу чоловіків було 23660, а жінок — 24395. В окрузі було 19270 домогосподарств, 12735 родин, які мешкали в 28952 будинках.
Середній розмір родини становив 2,9.
Віковий розподіл населення поданий у таблиці:
| Стать    | До 15 років | 15-21 | 22-29 | 30-39 | 40-49 | 50-65 | 65-85 | Понад 85 |
| -------- | ----------- | ----- | ----- | ----- | ----- | ----- | ----- | -------- |
| Чоловіки | 4573        | 2610  | 1667  | 2932  | 3455  | 4532  | 3560  | 331      |
| Жінки    | 4309        | 2287  | 1653  | 3010  | 3561  | 4538  | 4200  | 837      |

## Суміжні округи
- Отсего — північ
- Скогарі — північний схід
- Грін — схід
- Ольстер — південний схід
- Салліван — південь
- Вейн, Пенсільванія — південний захід
- Брум — захід
- Ченанго — північний захід

## Виноски
1. ↑  U.S. Decennial Census. United States Census Bureau. Архів оригіналу за 26 квітня 2015. Процитовано 4 січня 2015.
2. ↑  Historical Census Browser. University of Virginia Library. Архів оригіналу за 11 серпня 2012. Процитовано 4 січня 2015.
3. ↑  Population of Counties by Decennial Census: 1900 to 1990. United States Census Bureau. Архів оригіналу за 19 лютого 2015. Процитовано 4 січня 2015.
4. ↑  Census 2000 PHC-T-4. Ranking Tables for Counties: 1990 and 2000 (PDF). United States Census Bureau. Архів (PDF) оригіналу за 18 грудня 2014. Процитовано 4 січня 2015.
5. ↑  State & County QuickFacts. United States Census Bureau. Архів оригіналу за 7 серпня 2011. Процитовано 11 жовтня 2013.(англ.) Наведено за англійською вікіпедією.
6. ↑  American FactFinder. Бюро перепису населення США. Архів оригіналу за 21 травня 2008. Процитовано 31 січня 2008.

| США | Це незавершена стаття з географії США. Ви можете допомогти проєкту, виправивши або дописавши її. |